# Breitbart News
Breitbart News Network (conocido comúnmente como Breitbart News, Breitbart o Breitbart.com)  es un sitio web de noticias, opiniones y comentarios políticos de extrema derecha. Fue fundado a mediados del año 2007 por el conservador Andrew Breitbart, que concibió al sitio web como "El Huffington Post de la extrema derecha". En general, se considera que sus periodistas tienen una orientación ideológica de extrema derecha, y algunos de sus contenidos han sido llamados misóginos, xenófobos y racistas por académicos y periodistas. El sitio es conocido por haber publicado noticias falsas, teorías conspirativas falsas e historias intencionalmente engañosas.
Breitbart News se alineó con la alt-right bajo la dirección del expresidente ejecutivo Steve Bannon, quien declaró al sitio web como "la plataforma para la derecha alternativa" en 2016. En ese año, Breitbart News se convirtió en un punto de reunión virtual para los partidarios de la campaña presidencial de 2016 de Donald Trump. La administración de la compañía, junto con el exmiembro del personal Milo Yiannopoulos, solicitaron ideas para historias y trabajaron para promover y comercializar ideas de grupos y personas de supremacía blanca y grupos neonazis. Después de las elecciones, más de 2000 organizaciones eliminaron Breitbart News de las compras de anuncios luego de las campañas de activismo en Internet denunciando las posiciones controvertidas del sitio.
Breitbart tiene su sede en Los Ángeles, California, con oficinas en Texas, Londres y Jerusalén. Su cofundador Larry Solov es también su copropietario (junto a la viuda de Andrew Breitbart, Susie Breitbart y la familia Mercer) y director ejecutivo. Joel Pollak y Peter Schweizer sirven como editores generales de la publicación, con Alexander Marlow, que actúa como redactor jefe. También tiene un programa diario de radio en Sirius XM Patriot llamado Breitbart News Daily.

## Historia

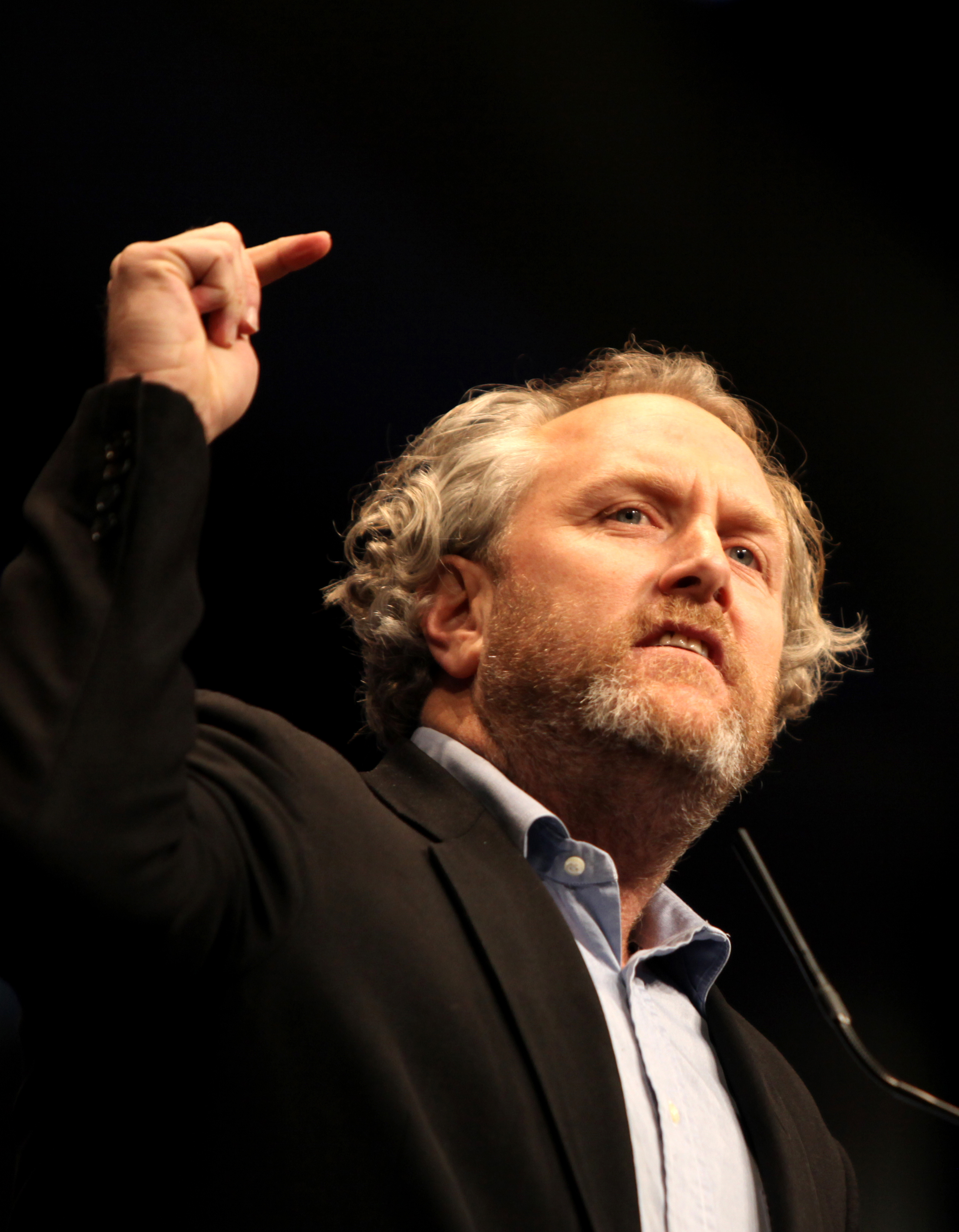
Andrew Breitbart en 2012.

Fue concebido por el comentarista y empresario Andrew Breitbart (1969-2012), durante una visita a Israel en el verano de 2007, con el objetivo de fundar un sitio «que sería abiertamente pro-libertad y pro-Israel» y para tener un sitio web como "El Huffington Post de la derecha".
Durante el periodo de Steven K. Bannon como presidente ejecutivo de Breitbart, el medio se alineó con el populismo de derecha europeo y la derecha alternativa estadounidense. En 2016 The New York Times describió a Breitbart News como una «curiosidad de la derecha marginal», con «periodistas guiados ideológicamente», siendo una fuente de controversia por «material que ha sido llamado misógino, xenófobo y racista», por ser una «potente voz» de la campaña presidencial de Donald Trump. En 2017 Bannon dejó Breitbart para asumir como estratega jefe de la Casa Blanca y consejero del presidente Trump.
Milo Yiannopoulos, quien había trabajado como editor de Breitbart News desde 2014, renunció a la empresa el 21 de febrero de 2017, después de la filtración de un vídeo donde aparecía defendiendo las relaciones sexuales entre hombres y chicos de hasta 13 años.